# 內施瓦策施奈德山

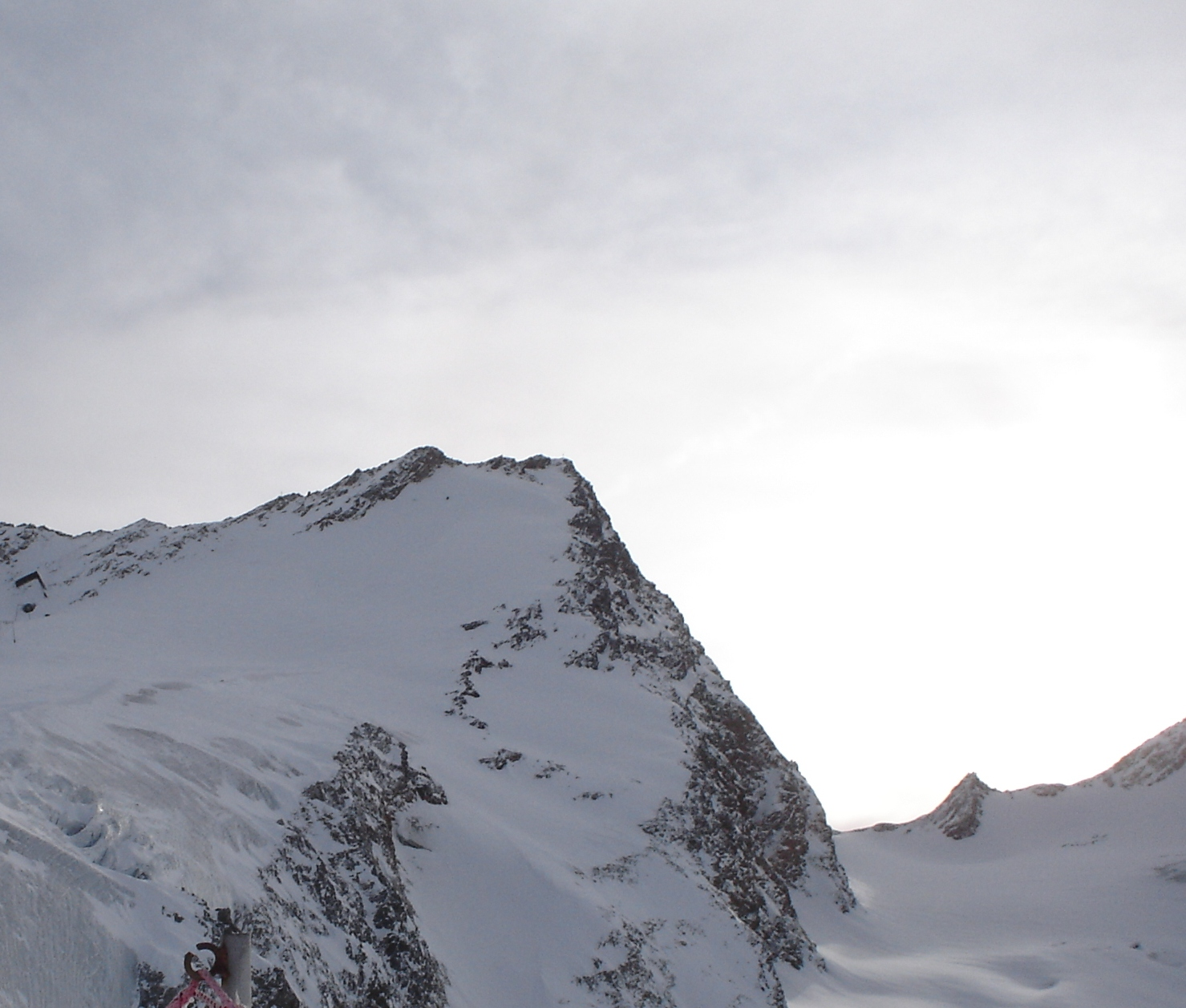

46°55′26″N 10°55′16″E / 46.92389°N 10.92111°E
內施瓦策施奈德山（德語：Innere Schwarze Schneid），是奧地利的山峰，位於該國西部，由蒂羅爾州負責管轄，屬於奧茨塔爾阿爾卑斯山脈的一部分，海拔高度3,367米，人類在1874年首次登頂。